# Jakob Bächtold

Jakob Bächtold (1971)

Jakob Bächtold (* 3. März 1905 in Schleitheim; † 20. Juli 1993 in Bern) war ein Schweizer Ingenieur, Politiker (LdU) und Umweltschützer.

## Leben und Wirken

### Ingenieur
Bächtold besuchte die Kantonsschule Schaffhausen und absolvierte ein Bauingenieur-Studium an der ETH Zürich, das er 1929 mit einem Diplom abschloss. Er arbeitete als Dozent am Abendtechnikum Zürich und am Technikum Burgdorf. Von 1930 bis 1941 war er Ingenieur für Projektierung und Bauführung in der Firma Locher & Cie Zürich. Von 1946 bis 1954 war er bauleitender Oberingenieur der Kraftwerke Oberhasli, und ab 1954 hatte er ein eigenes Ingenieurbüro in Bern.
Bächtold beteiligte sich unter anderem an der Projektierung verschiedener Nationalstrassenabschnitte. Er war als Experte im In- und Ausland tätig. Von 1957 bis 1960 war er Präsident der SIA-Fachgruppe der Ingenieure der Industrie.

### Politiker
Vor dem Zweiten Weltkrieg arbeitete er aktiv im Zürcher Landesring zusammen mit William Vontobel. Von 1957 bis 1964 war er Berner Grossrat; von 1959 bis 1975 und von 1978 bis 1979 war er Nationalrat.

„Der „unabhängig Unabhängige“ Bächtold bemühte sich als Ingenieur und Politiker um eine Synthese zwischen Technik und Natur. Sämtliche Fragen der Verkehrs- und Energiepolitik ging er unter dem Blickwinkel der Umweltverträglichkeit an. Man hat ihn deswegen zu Recht als Umweltschützer der ersten Stunde bezeichnet.“

„Die politischen Aktivitäten Bächtolds illustrieren, wie eng die Propaganda der Naturschützer für die Nutzung der Atomenergie mit ihrem Kampf in erster Linie gegen neue Wasserkraftwerke und in zweiter Linie gegen konventionell-thermische Kraftwerke verknüpft war.“

Von 1960 bis 1969 war er Präsident des Schweizerischen Bundes für Naturschutz. 1971 wurde ihm der Van-Tienhoven-Preis der Universität Bonn verliehen.
Bächtold hatte sich 1969 als Nationalrat gegen die erste der Schwarzenbach-Initiativen ausgesprochen. 1974 äusserte er sich während der Debatte zur dritten Initiative positiv zum Vorhaben.
Jakob Bächtold war der Vater der National- und Regierungsrätin Leni Robert-Bächtold.

## Werke
- Jakob Bächtold: Spannungsdreieck Bauen, Naturschutz, Politik: 1925–1980. (Lebenserinnerungen). Meier, Schaffhausen 1980, ISBN 3-85801-016-2.